# Годфрид II (Льовен)
Готфрид II (на немски: Gottfried II; на френски: Godefroid II de Louvain; * 1110; † 13 юни 1142) е от 23 януари 1139 г. граф на Льовен и ландграф на Брабант и от 1139 г. след смъртта на Валрам III като Готфрид VII херцог на Долна Лотарингия и така маркграф на Антверпен.

## Живот
Той е син на Готфрид I Брадатия († 25 януари 1139) и първата му съпруга Ида от Шини († 1117/1125), дъщеря на граф Ото II († 1131) от Дом Шини и Аликс или Аделаида († 1124), дъщеря на граф Алберт III († 1102) от Намюр и Ида от Люксембург.
Готфрид и баща му носят херцогската титла още от 1136 г., което е признато от римско-немския крал Конрад III, който е женен за сестра на съпругата на Готфрид.
Между Готфрид и Хайнрих II от Лимбург избухва война, в която Хайнрих загубва. Готфрид умира след две години през 1142 г. от заболяване на черния дроб. Той е погребан Св. Петър (Sint Piter) в Льовен.
Готфрид се жени през 1139 г. за Луитгарда фон Зулцбах (* 1109 † сл. 1163), дъщеря на граф Беренгар I фон Зулцбах († 1125) и Аделхайд фон Волфратсхаузен († 1126), сестра на Гертруда фон Зулцбах, съпругата на Конрад III, и на Берта фон Зулцбах, съпругата на император Мануил I Комнин от Византия.
През 1142 г. той е последван от сина му Готфрид III (* 1140, † 1190).

## Деца
- Готфрид III (1140 – 1190)
- Мария (1142 – 1197)